# Rörelsemängdekvationen
Rörelsemängdekvationen behandlar rörelsemängd och är tillämplig vid kanalströmningen när strömningstillståndet övergår från subkritisk till superkritisk eller vice versa. Rörelsemängdekvationen är alltså tillämplig vid ett vattensprång.
{\displaystyle {\vec {P}}=\beta \cdot \rho \cdot Q\cdot {\vec {U}}_{2}-\beta \cdot \rho \cdot Q\cdot {\vec {U}}_{1}}
där
P = Resultant för kontrollvolymen (kg*m/s2)
β = Korrektionsfaktor (-)
ρ = Densitet (kg/m3)
Q = Flöde (m³/s)
U = Hastighet (m/s)
Om man enbart tittar i strömriktningen (x-led), kan uttrycket skrivas  
{\displaystyle P_{x}=\beta \cdot \rho \cdot Q\cdot U_{2}-\beta \cdot \rho \cdot Q\cdot U_{1}}
Om man studerar krafterna i strömningsriktningen, blir uttrycket:
{\displaystyle P_{x}=\rho \cdot g\cdot {\bar {t}}_{1}\cdot A_{1}-\rho \cdot g\cdot {\bar {t}}_{2}\cdot A_{2}+\rho \cdot g\cdot V\cdot I_{b}-\tau \cdot P\cdot L}
där
Px = Resultant i xled för kontrollvolymen 
ρ = Densitet (kg/m3)
g = Tyngdaccelerationen (9,82 m/s2)
{\displaystyle {\bar {t}}} = Avstånd mellan tyngdpunkt och vattenytan (-)
A = Tvärsnittsarea (m²)
V = Volym hos kontrollvolymen (m3)
Ib = Bottenlutning (-)
τ = Skjuvspänning (Pa)
P = Bottenbredd (m)
L = Längd (m)
Om bottenlutningen är liten och sektionerna ligger tätt gäller följande samband:
{\displaystyle P_{s,1}=(\beta \cdot \rho \cdot Q\cdot {\vec {U}}+\rho \cdot g\cdot {\bar {t}}\cdot A)_{1}=(\beta \cdot \rho \cdot Q\cdot {\vec {U}}+\rho \cdot g\cdot {\bar {t}}\cdot A)_{2}=P_{s,2}}
där 
Ps = Specifik kraft
Den specifika kraften har sitt lägsta värde när Froudes tal blir 1 (kritisk strömning), alltså samtidigt som den specifika energin också når sitt lägsta värde. Det innebär att för varje superkritiskt djup finns det också ett subkritiskt djup med samma specifika kraft och energi.

## Korrektionsfaktorn β
Inom rörströmningen brukar korrektionsfaktorn (β) sättas till 1 och sålunda försummas. Inom kanalströmningen blir däremot hastigheten så pass ojämnt fördelad, att korrektionsfaktorn ej kan försummas. 
| Typ av kanal           | Min  | Medel | Max  |
| ---------------------- | ---- | ----- | ---- |
| Rektangulär kanal      | 1,03 | 1,05  | 1,07 |
| Naturlig strömfåra     | 1,05 | 1,10  | 1,17 |
| Istäckta floder        | 1,07 | 1,17  | 1,33 |
| Översvämmade dalgångar | 1,17 | 1,25  | 1,33 |